# جبل فرطاس
جبل فرطاس هو جبل يقع في عين مليلة بمحافظة أم البواقي شمال شرق الجزائر، يبلغ ارتفاعه حوالي 1477م.
في 11 شباط 2014 سقطت طائرة نقل عسكرية جزائرية من نوع سي 130 في الجبل بأم البواقي، مما أدى مقتل 77 شخصاً على متنها.